# تل عين غسالي
تل عين غسالي Tell Ain Ghessali هو موقع أثري يوجد على بعد 1.5 كم غرب رياق نحو طريق بعلبك بالقرب من معبر تاليا في محافظة البقاع.
تشير التواريخ حسب دراسة ومعاينة وتحليل مواد موقع تل عين غسالي على الأقل إلى العصر الحجري الحديث.

## الحفريات
يعود تاريخ تل عين غسالي إلى العصر الحجري الحديث وقد بدأت أول حفريات تنقيبية في الموقع سنة 1966.
قام بهذه الحفريات متخصصون في علم الآثار والكرونولوجيا الزمنية، هذا القريق الباحث من علماء الآثار يتكون من الأثريين التاليين:
ج. كينغ، لورين كوبلاند، بيتر ج. ويسكومب. (بالحروف اللاتينية: J. King, Lorraine Copeland, Peter J. Wescombe)